# Teatro San Moisè

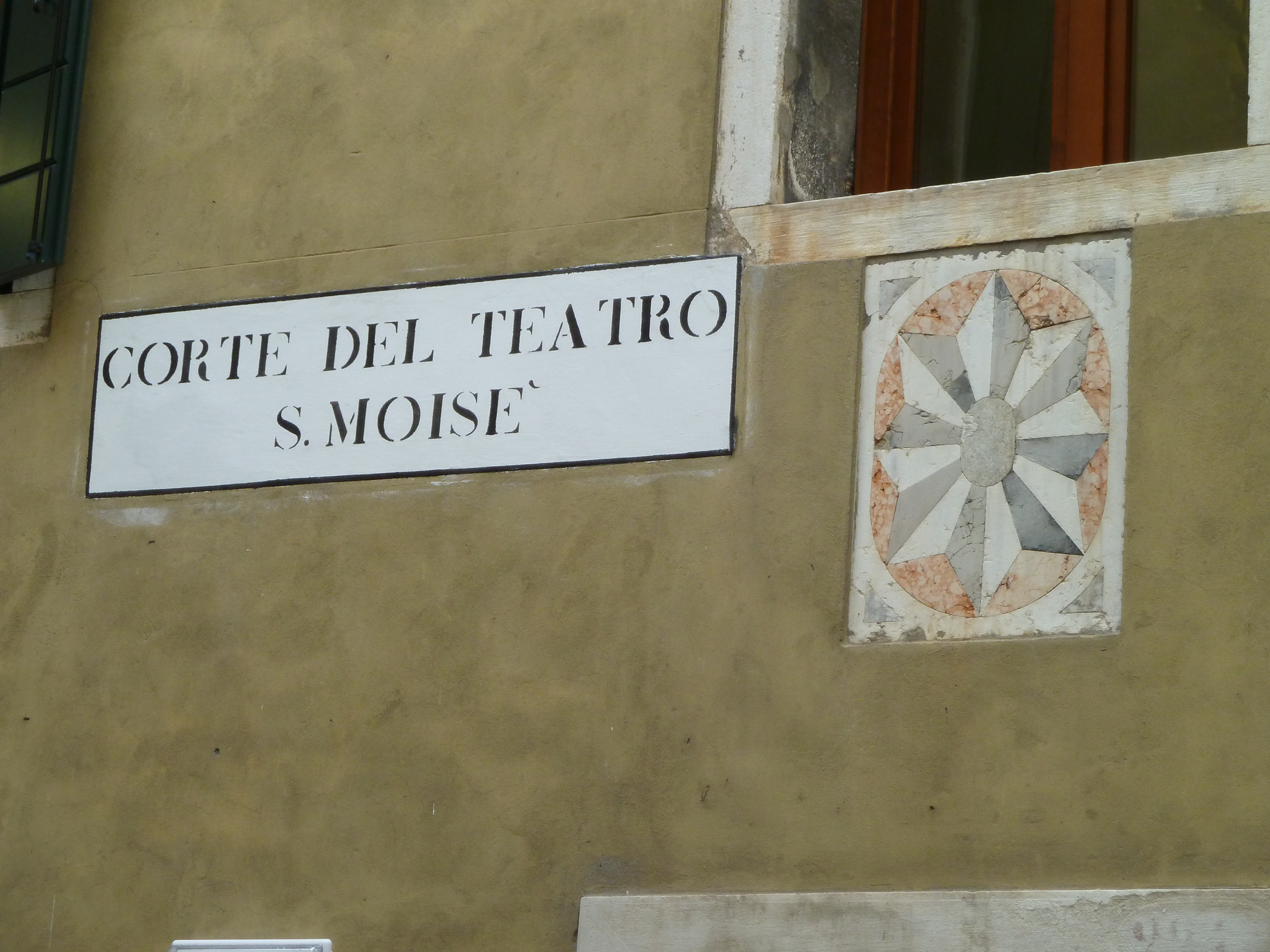
Hof des Teatro San Moisè

Das Teatro San Moisè war ein Opernhaus in Venedig, das von 1640 bis 1818 Bestand hatte. Es lag in herausragender Lage in der Nähe des Palazzo Giustiniani und der Kirche San Moisè nahe der Mündung des Canal Grande.

## Geschichte
Das Theater wurde vom San-Bernaba-Zweig der Giustiniani-Familie erbaut. Als erste Produktion kam 1640 die heute verlorene Oper L’Arianna von Claudio Monteverdi heraus. Danach ging das Haus in die Hände der Familie Zane über und wurde von der Gesellschaft Ferrari verwendet. Monteverdis Librettist Giovanni Faustini war einer der ersten Impresarios dieses Theaters.
Von Anbeginn war das San Moisè eines der kleineren Theater Venedigs und zugleich eines der einflussreichsten. Im Jahr 1668 wurde die Anzahl der Plätze auf 800 erweitert. Im Jahre 1674 wurde es vom Impresario Francesco Santurini wiederbelebt, der durch Halbierung der Preise für Eintrittskarten zu 2 Lire einen wahren Umsturz verursachte. Dies führte letztlich dann sogar zu einem Kassenerfolg, der einen regelrechten Opern-Enthusiasmus auslöste und die Gründung weiterer Theater in der Stadt bewirkte.
Während des frühen 18. Jahrhunderts waren hier Francesco Gasparini, Antonio Vivaldi und Tomaso Albinoni in San Moisè aktiv. Während der 1740er Jahre erreichte die neapolitanische Opera buffa Venedig und San Moisè war eines der ersten Häuser, die sich auf dieses Genre konzentrierten, namentlich durch Werke von Baldassare Galuppi, die dieser in Zusammenarbeit mit Carlo Goldoni schuf. In den 1770er und 1780er Jahren war das Theater von dem produktiven Librettisten Giovanni Bertati beherrscht, der in den Jahren 1793–94 kurzzeitig Poeta de' cesari teatri in Wien werden sollte und der das Teatro San Moisè zwischen 1772 und 1787 leitete. Zu dieser Zeit konzentrierte sich das Repertoire auf drammi giocosi von Pasquale Anfossi, Antonio Salieri, Giovanni Paisiello und anderen Komponisten.
Das San Moisè wurde 1818 nach der Präsentation einer Reihe von Farsen von Gioachino Rossini, dessen zweite Oper La cambiale di matrimonio hier 1810 Premiere hatte, in den Vorjahren endgültig geschlossen. Es wurde zunächst als Puppentheater geführt und dann zum Teatro Minerva umgebaut. Bis zum Ende des 20. Jahrhunderts fungierte der Gebäudekomplex teilweise mit kaufmännischer Nutzung und zum anderen als Wohnhaus. Am 19. Juli 1896 fand hier die erste öffentliche Filmvorführung der Brüder Lumière in Venedig statt.

## Uraufführungen (Auswahl)

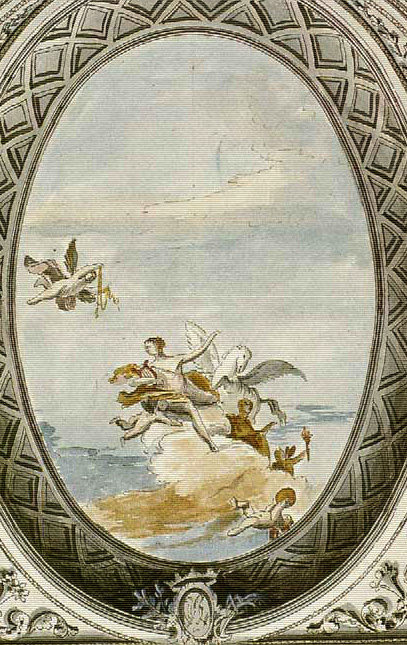
Teil des Deckenfreskos, über das das Teatro San Moisè verfügte

- 1642: L’amore innamorato von Francesco Cavalli
- 1649: L’Euripo von Francesco Cavalli
- 1685: Clearco in Negroponte von Domenico Gabrielli
- 1716: La costanza trionfante degl’amori e degl’odii von Vivaldi
- 1717: Tieteberga von Vivaldi
- 1718: Artabano, re de’ Parti von Vivaldi
- 1718: Armida al campo d’Egitto von Vivaldi
- 1718: Gl’inganni per vendetta von Vivaldi
- 1765: L’amore in ballo von Giovanni Paisiello
- 1766: Le serve rivali von Tommaso Traetta
- 1773: L’innocente fortunata von Giovanni Paisiello
- 1774: Le nozze in contrasto von Giovanni Valentini
- 1775: La contadina incivilita von Pasquale Anfossi
- 1775: Didone abbandonata von Pasquale Anfossi
- 1775: L’avaro von Pasquale Anfossi
- 1776: Le nozze disturbate von Giovanni Paisiello
- 1777: Lo sposo disperato von Pasquale Anfossi
- 1778: La scuola de’ gelosi von Antonio Salieri
- 1778: Ezio von Pasquale Anfossi
- 1778: La forza delle donne von Pasquale Anfossi
- 1779: Azor Re di Kibinga von Pasquale Anfossi
- 1781: Gli amanti canuti von Pasquale Anfossi
- 1781: Il trionfo di Arianna von Pasquale Anfossi
- 1787: L’orfanella americana von Pasquale Anfossi
- 1787: Don Giovanni o sia Il Convitato di Pietra von Giuseppe Gazzaniga
- 1801: Martino Carbonaro von Giuseppe Gazzaniga
- 1802: Le metamorfosi di Pasquale von Gaspare Spontini
- 1810: Adelina von Pietro Generali
- 1810: La cambiale di matrimonio von Gioachino Rossini
- 1811: L’equivoco stravagante von Gioachino Rossini
- 1812: L’inganno felice von Gioachino Rossini
- 1812: La scala di seta von Gioachino Rossini
- 1812: L’occasione fa il ladro von Gioachino Rossini
- 1813: Il signor Bruschino, ossia il figlio per azzardo von Gioachino Rossini
- 1815: Bettina vedova von Giovanni Pacini